# Panossas
Panossas (prononcer [panɔsa]) est une commune française située dans le département de l'Isère, en région Auvergne-Rhône-Alpes.
Historiquement et géologiquement, la commune fait partie de l'Isle-Crémieu et ses habitants sont appelés les Panossiens.

## Géographie

### Situation et description
La commune de Panossas se situe dans la partie sud ouest du district des Balmes de Cremieu (ou Isle Cremieu) dans le Nord-Isère (38), entre les communes de Bourgoin-Jallieu, Villefontaine et Crémieu, à une trentaine de kilomètres de la ville de Lyon.
Elle surplombe les Terres Basses et fait face aux Terres Froides. L'hypothèse jusqu'au milieu du XXe siècle (voir la référence et son auteur) présentait les terres basses comme un ancien lit du Rhône, en des temps reculés. Les glaciologues ont depuis réfuté cette hypothèse même si la vallée a été occupée par la langue principale à la jonction du Glacier Isèrois et du Glacier du Rhône au quaternaire. La faible différence d'altitude (20 m) entre le Rhône au sud du Bugey et les marais des Vernes en son point le plus haut, liée à l'étroitesse du défilé à hauteur de Creys-Malleville (défilé de Malarange, une quarantaine de mètres) reste remarquable.

### Géologie
La commune de Panossas se situe à 283 m d'altitude. Le relief actuel s'expliquerait par l'action de langues glaciaires du Würmien, à l'origine des blocs erratiques et de l'argile qui sert à la construction des murs en bauge, soit du glacier du Rhône, soit du glacier Isèrois.
On note la présence d'une ancienne mine de fer vers la ferme de Maupertuis, et la trace d'un ancien étang comblé aujourd'hui en contrebas de celui de marsa, dans la zone des fouilles archéologiques : l'étang de Griez, aujourd'hui un herbage.

### Communes limitrophes
|            | Chozeau   |            |
| Chamagnieu | Panossas  | Veyssilieu |
|            | Frontonas |            |

### Climat
Pour des articles plus généraux, voir Climat d'Auvergne-Rhône-Alpes et Climat de l'Isère.
En 2010, le climat de la commune est de type climat océanique altéré, selon une étude du Centre national de la recherche scientifique s'appuyant sur une série de données couvrant la période 1971-2000. En 2020, Météo-France publie une typologie des climats de la France métropolitaine dans laquelle la commune est exposée à un climat de montagne ou de marges de montagne et est dans la région climatique  Moyenne vallée du Rhône, caractérisée par un bon ensoleillement en été (fraction d’insolation > 60 %), une forte amplitude thermique annuelle (4 à 20 °C), un air sec en toutes saisons, orageux en été, des vents forts (mistral), une pluviométrie élevée en automne (250 à 300 mm). 
Pour la période 1971-2000, la température annuelle moyenne est de 11,5 °C, avec une amplitude thermique annuelle de 17,7 °C. Le cumul annuel moyen de précipitations est de 1 093 mm, avec 9,8 jours de précipitations en janvier et 7 jours en juillet. Pour la période 1991-2020, la température moyenne annuelle observée sur la station météorologique de Météo-France la plus proche, « Lyon-Saint-Exupery », sur la commune de Colombier-Saugnieu à 8 km à vol d'oiseau, est de 12,8 °C et le cumul annuel moyen de précipitations est de 862,5 mm,. Pour l'avenir, les paramètres climatiques de la commune estimés pour 2050 selon différents scénarios d'émission de gaz à effet de serre sont consultables sur un site dédié publié par Météo-France en novembre 2022.

### Voies de communication
Le territoire de la commune est situé à l'écart des grands axes de circulation. Elle est cependant traversée par la route seconde RD18 qui la relie à la commune de l'Isle d'Abeau.

## Urbanisme

### Typologie
Au 1er janvier 2024, Panossas est catégorisée commune rurale à habitat dispersé, selon la nouvelle grille communale de densité à sept niveaux définie par l'Insee en 2022.
Elle est située hors unité urbaine. Par ailleurs la commune fait partie de l'aire d'attraction de Lyon, dont elle est une commune de la couronne,. Cette aire, qui regroupe 397 communes, est catégorisée dans les aires de 700 000 habitants ou plus (hors Paris),.

### Occupation des sols
L'occupation des sols de la commune, telle qu'elle ressort de la base de données européenne d’occupation biophysique des sols Corine Land Cover (CLC), est marquée par l'importance des territoires agricoles (54,6 % en 2018), en diminution par rapport à 1990 (60 %). La répartition détaillée en 2018 est la suivante : 
zones agricoles hétérogènes (35,6 %), forêts (32,8 %), terres arables (19 %), zones humides intérieures (7,2 %), zones urbanisées (5,4 %). L'évolution de l’occupation des sols de la commune et de ses infrastructures peut être observée sur les différentes représentations cartographiques du territoire : la carte de Cassini (XVIIIe siècle), la carte d'état-major (1820-1866) et les cartes ou photos aériennes de l'IGN pour la période actuelle (1950 à aujourd'hui).

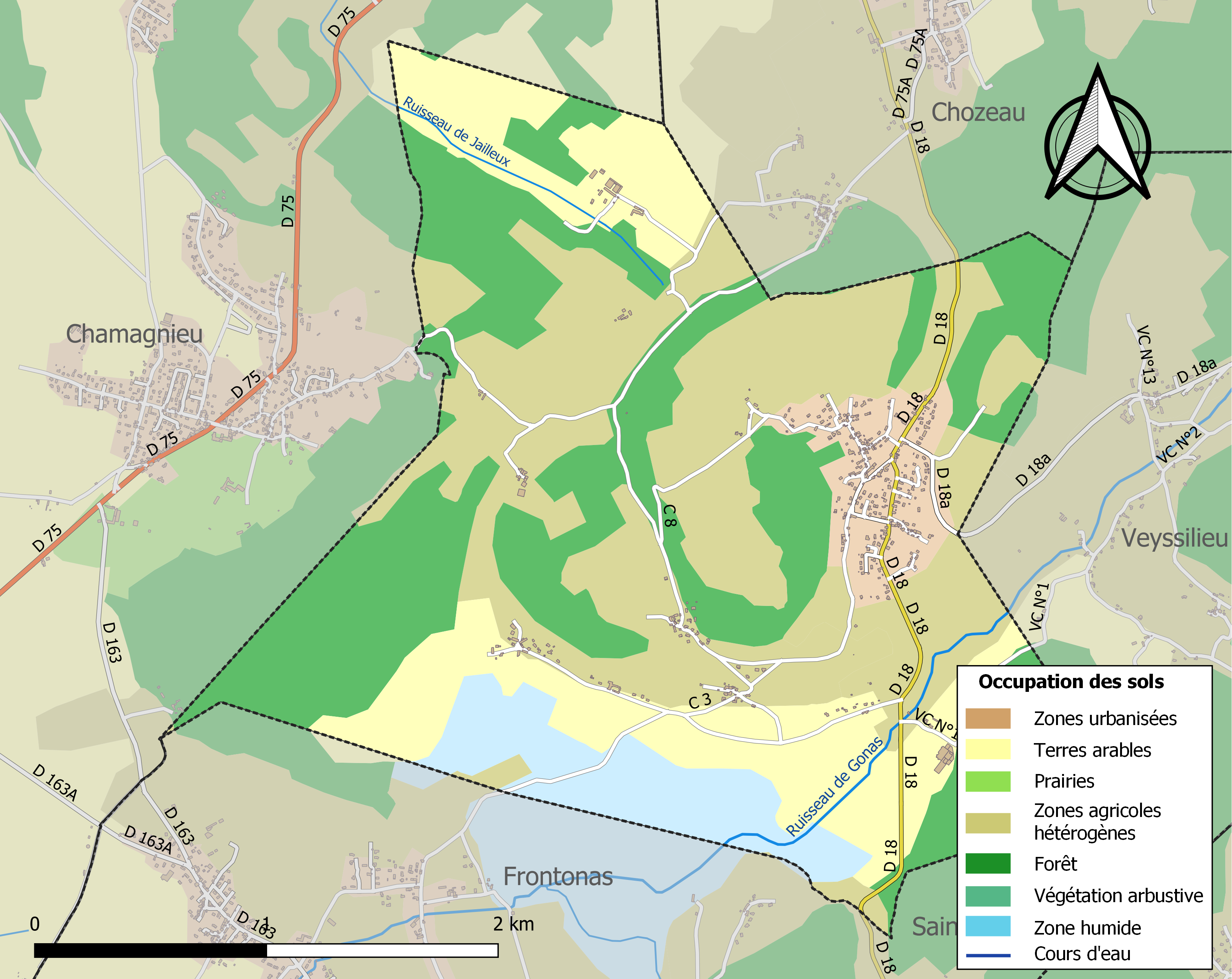
Carte des infrastructures et de l'occupation des sols de la commune en 2018 (CLC).

### Risques naturels et technologiques

#### Risques sismiques
L'ensemble du territoire de la commune de Panossas est situé en zone de sismicité n°3 (sur une échelle de 1 à 5), comme la plupart des communes de son secteur géographique.
| Type de zone | Niveau            | Définitions (bâtiment à risque normal) |
| ------------ | ----------------- | -------------------------------------- |
| Zone 3       | Sismicité modérée | accélération = 1,1 m/s2                |

## Toponymie
Le nom de la localité est mentionné pour la première fois en 1338 sous la forme Panessac ou Panassaco.
La terminaison -as est l'autre forme issue, avec la forme -ieu, du suffixe -acum qui marque un lieu (celtique, antérieur à la période romaine).
Les toponymes en -as ou -az sont un des derniers vestiges de la langue parlée il y a encore quelques dizaines d'années ici : le dauphinois (langue franco-provençal ou arpitan). Le s et le z indiquaient une accentuation de l'avant dernière syllabe mais ne se prononçaient pas.
- Le marais de Charamel tire son nom du chalumeau, chaume, roseau. En patois dauphinois, charamella signifie « jouer du chalumeau (flûte en roseau), chanter »[17].
- Maupertuis : littéralement « le mauvais passage », « le mauvais col », par opposition au bon passage passant par le bourg
- La léchère : zone humide où pousse la lèche, autrefois utilisée pour ses fibres mais surtout comme litière et dont la dernière utilisation aujourd'hui est de fournir ses 5 barettes au colonel (Livarot, fromage normand) quand il est acheté en crèmerie.

## Histoire

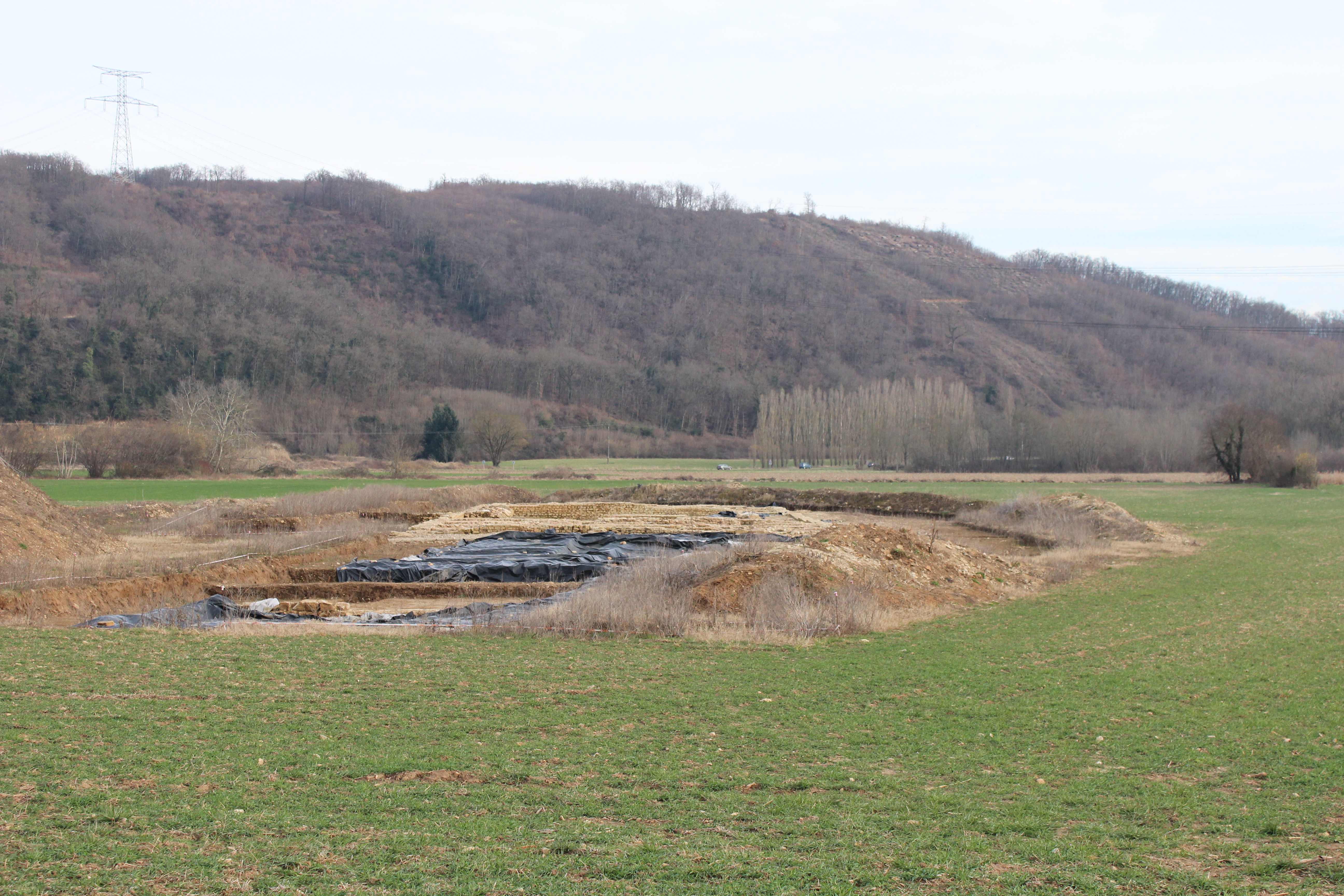
Fouilles du site archéologique des Buissières.

### Préhistoire et Antiquité
Le glacier s'est retiré il y a 20 000 ans et les traces de présence datent du magdalenien (Vénérieu, - 13 000 ans). L'occupation du site s'est faite dès le néolithique comme en témoigne la pierre à cupule du bois du traversa, et s'insère dans le réseau des pierres de Saint Laurent, Satollas et Bonce, Chozeau, La Verpilière et Saint Quentin.
Sur la commune de Panossas se trouve le site archéologique des Buissières. Il englobe plusieurs bâtiments de l'époque gallo-romaine, notamment un vaste silo à grains et un complexe thermal.

### Première Guerre mondiale
Quatorze soldats de la commune ont perdu la vie pendant ou à la suite de la Première Guerre mondiale. Leurs noms sont inscrits sur le monument aux morts représentant un « poilu » en pied adossé à une stèle portant l'inscription « PANOSSAS / A SES / MORTS / GLORIEUX / 1914-1918 ».

## Politique et administration

### Liste des maires
| Période                                  | Période        | Identité         | Étiquette      | Qualité           |
| ---------------------------------------- | -------------- | ---------------- | -------------- | ----------------- |
| mars 2001                                | 3 octobre 2014 | Pierre Perrot    | UMP            | Chef d'entreprise |
| 13 octobre 2014                          | 2020           | Marc Chiappini   | SE             | Chef d'entreprise |
| 2020                                     | 2022           | Grégory Gibbons  | SE             | Chef d'entreprise |
| 2024                                     | En cours       | Christophe Candy | sans étiquette |                   |
| Les données manquantes sont à compléter. |                |                  |                |                   |

## Population et société

### Démographie

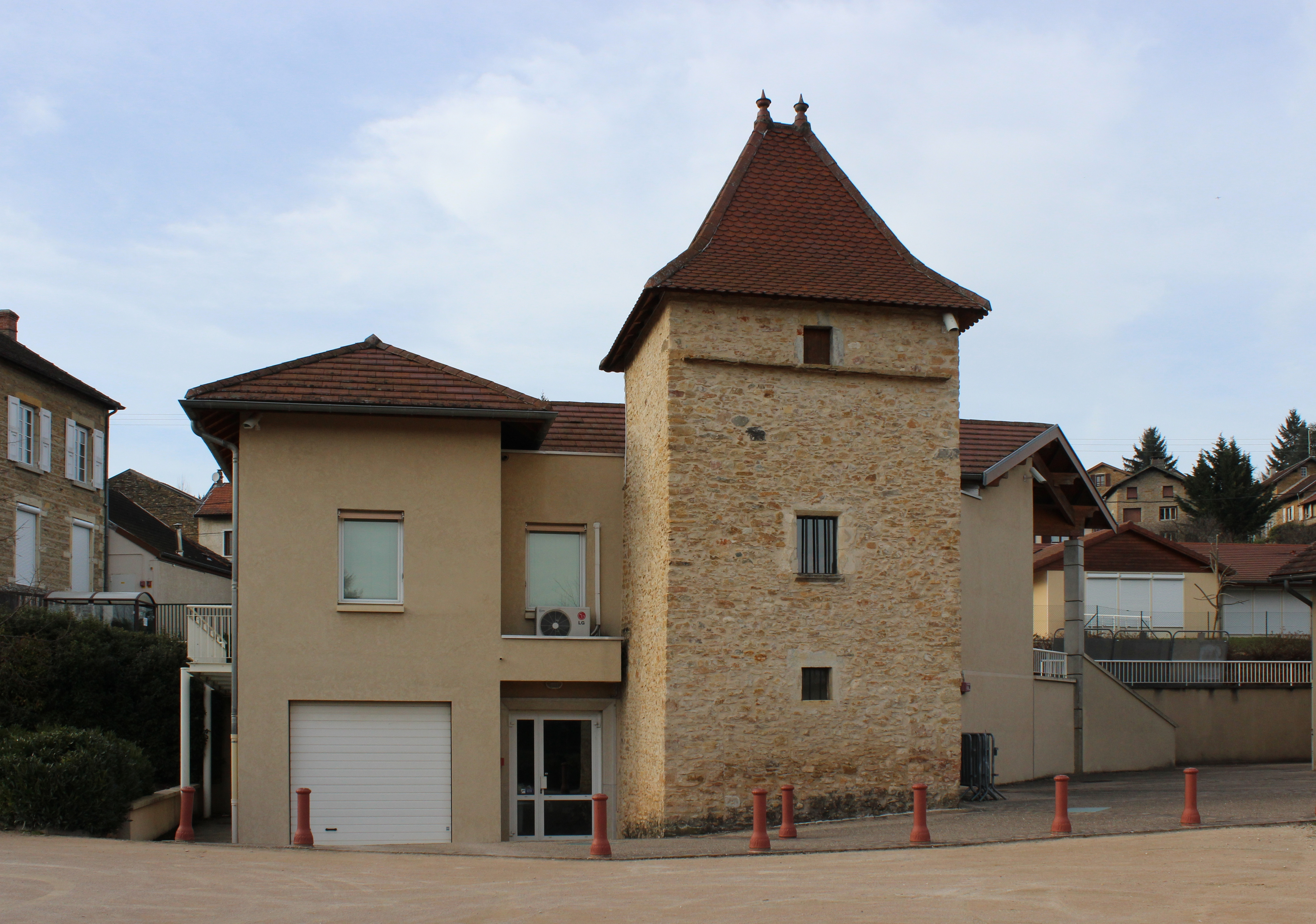
La mairie en 2015.

L'évolution du nombre d'habitants est connue à travers les recensements de la population effectués dans la commune depuis 1793. Pour les communes de moins de 10 000 habitants, une enquête de recensement portant sur toute la population est réalisée tous les cinq ans, les populations de référence des années intermédiaires étant quant à elles estimées par interpolation ou extrapolation. Pour la commune, le premier recensement exhaustif entrant dans le cadre du nouveau dispositif a été réalisé en 2007.

En 2022, la commune comptait 682 habitants, en évolution de +0,44 % par rapport à 2016 (Isère : +3,07 %, France hors Mayotte : +2,11 %).
| 1793 | 1800 | 1806 | 1821 | 1831 | 1836 | 1841 | 1846 | 1851 |
| ---- | ---- | ---- | ---- | ---- | ---- | ---- | ---- | ---- |
| 291  | 294  | 361  | 370  | 343  | 395  | 416  | 438  | 422  |

| 1856 | 1861 | 1866 | 1872 | 1876 | 1881 | 1886 | 1891 | 1896 |
| ---- | ---- | ---- | ---- | ---- | ---- | ---- | ---- | ---- |
| 419  | 427  | 432  | 407  | 379  | 369  | 362  | 338  | 339  |

| 1901 | 1906 | 1911 | 1921 | 1926 | 1931 | 1936 | 1946 | 1954 |
| ---- | ---- | ---- | ---- | ---- | ---- | ---- | ---- | ---- |
| 301  | 288  | 257  | 226  | 230  | 214  | 215  | 191  | 193  |

| 1962 | 1968 | 1975 | 1982 | 1990 | 1999 | 2006 | 2007 | 2012 |
| ---- | ---- | ---- | ---- | ---- | ---- | ---- | ---- | ---- |
| 176  | 166  | 187  | 227  | 346  | 498  | 555  | 563  | 654  |

| 2017 | 2022 | - | - | - | - | - | - | - |
| ---- | ---- | - | - | - | - | - | - | - |
| 666  | 682  | - | - | - | - | - | - | - |

### Enseignement
La commune est rattachée à l'académie de Grenoble.

### Médias
Historiquement, le quotidien à grand tirage Le Dauphiné libéré consacre, chaque jour, y compris le dimanche, dans son édition du Nord-Isère, un ou plusieurs articles à l'actualité de la commune, ainsi que des informations sur les éventuelles manifestations locales, les travaux routiers, et autres événements divers à caractère local.
La commune est située sur l'aire de diffusion de radio Ici Isère, une radio publique qui émet sur tout le territoire du département de l'Isère.

### Cultes
La communauté catholique et l'église de Panossas (propriété de la commune) sont desservies par la paroisse catholique de Saint-Martin de l'Isle Crémieu (relais de la vallée) qui elle-même est rattachée au diocèse de Grenoble-Vienne.

## Culture locale et patrimoine

### Lieux et monuments
- Ferme fortifiée de Bonrepos (4e quart du XVIe siècle). La ferme, érigée en grande partie en 1575 comme l'indique la date portée, avec son aspect fortifié, son haut corps de logis, ainsi que la présence d'un pigeonnier et d'armoiries, détruites sans doute à la Révolution, laisse supposer qu'elle fut édifiée pour une famille noble.
- Maison forte d'Antouillet. Édifié à la fin du XIIIe siècle ou du début du XIVe siècle par la famille Mechin, l'ensemble, comprenant enceinte et deux tours, fait l'objet de remaniement au XVe siècle lorsqu'elle est la propriété des Beaumont. À la suite de la vente des biens de la famille des de la Poype en 1794, l'ensemble est partagé et subit des modifications (nouvelles baies et murs mitoyens). Cet ensemble est une propriété privée et ne se visite pas.
- Le pressoir de Marsa (pressoir de noix). Moulin approvisionné en eau par l'étang attenant, Espace Naturel Sensible attenant (voir ci dessous). Passage de l'eau en partie basse de la roue à auget. Arbre et renvoi de poulie attestant de la distribution de l'énergie pour d'autres machines dans l'annexe.
- L'église paroissiale Saint-Martin. Elle est inscrite à l'Inventaire général du patrimoine culturel[25].
- Le site gallo-romain des Buissières[26].
- la pierre à cupule dans le bois du traversa, au Nord ouest du carrefour à la cote 348 (45° 40′ 07″ N, 5° 12′ 46″ E))
- le tilleul de Sully, au hameau de Serre
- La « maison du notaire » (chemin des fuziers, près de la RDD118) est un pressoir monumental avec vis en bois en fonction jusque 1940 environ. Constituée de deux bâtiments couverts en lauze, elle abrite un escalier central en pierre, un balcon, les angles de façade sont ronds typiques. Bâtie par un notaire de Panossas selon une personne ayant habité le lieu. Répertoriée aux maisons paysannes[27].

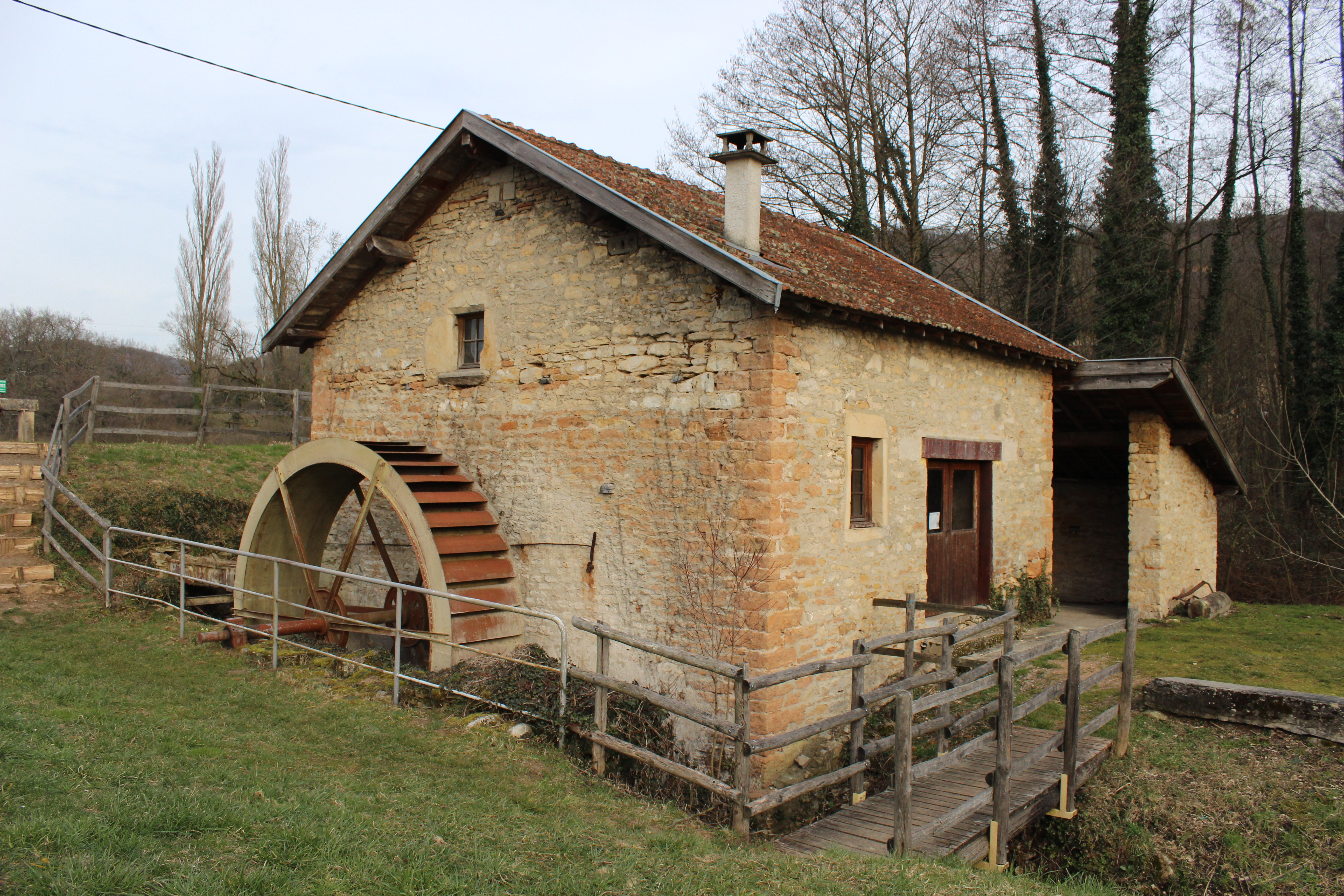
Le pressoir de Marsa.
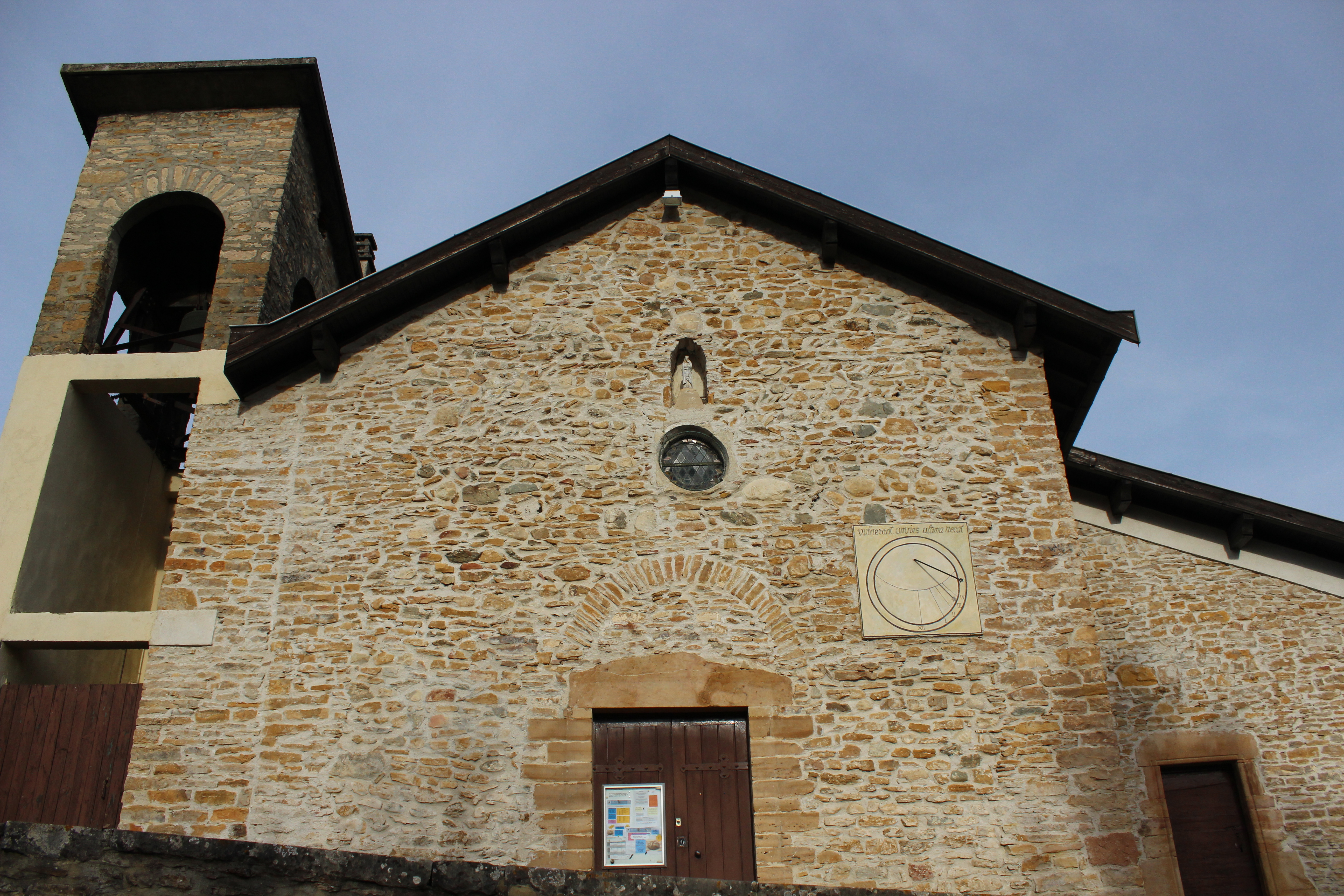
L'église Saint-Martin.
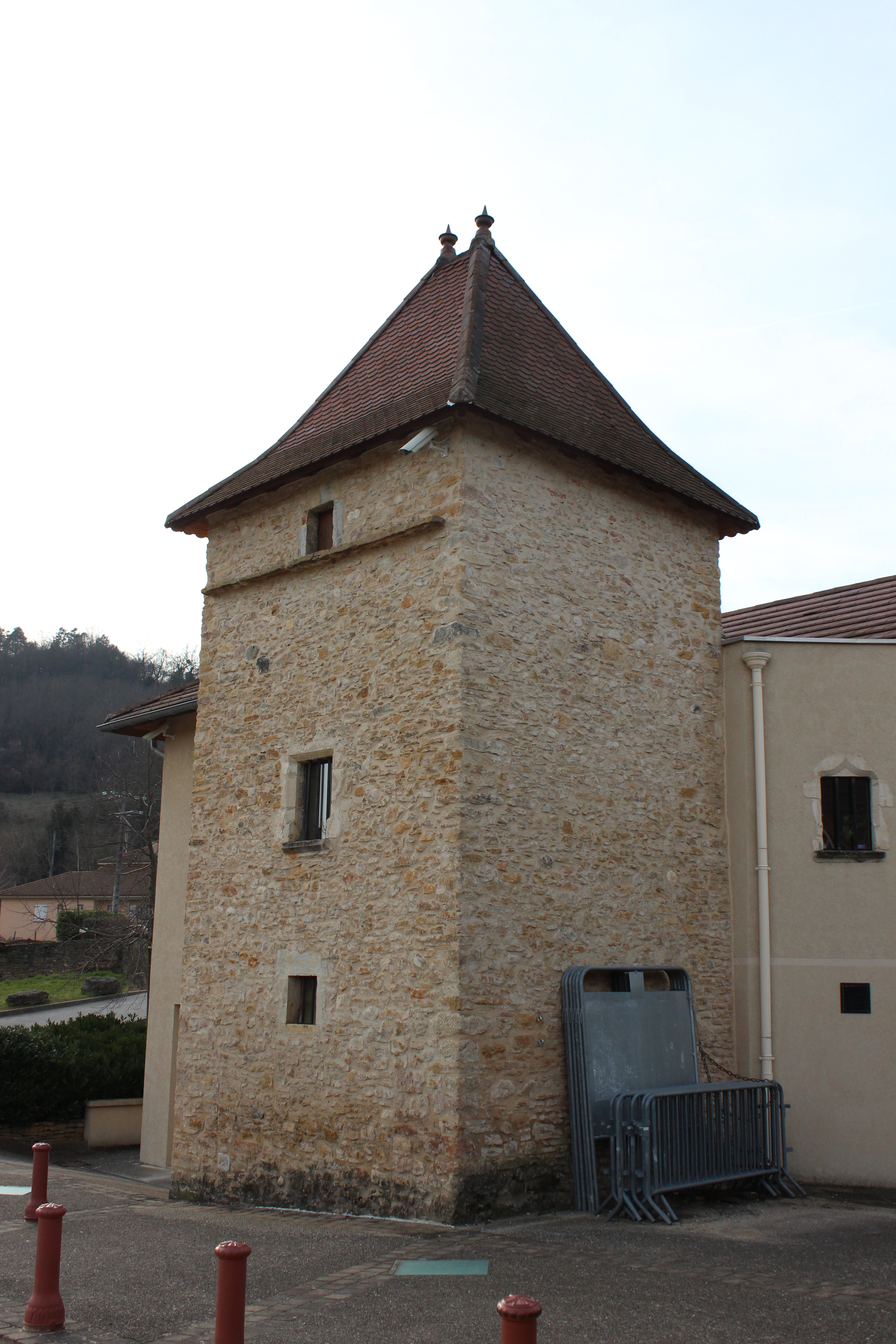
La tour de la mairie.

### Patrimoine culturel
- une bibliothèque

### Patrimoine naturel
- L'étang de Marsa et ses pelouses sèches sont classés espace naturel sensible[28]. Présence de cistude pondant sur les pelouses sèche.

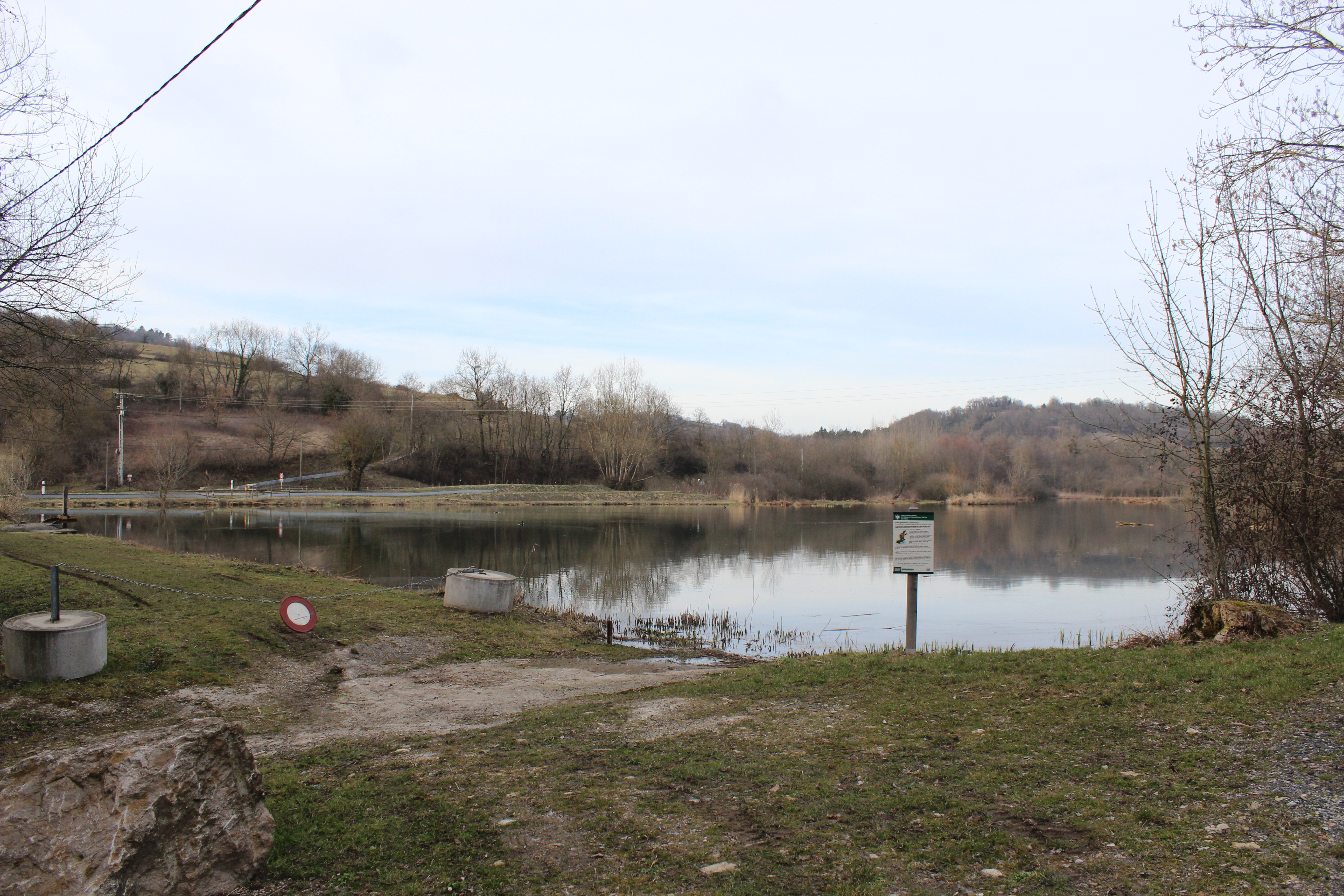
L'étang de Marsa.
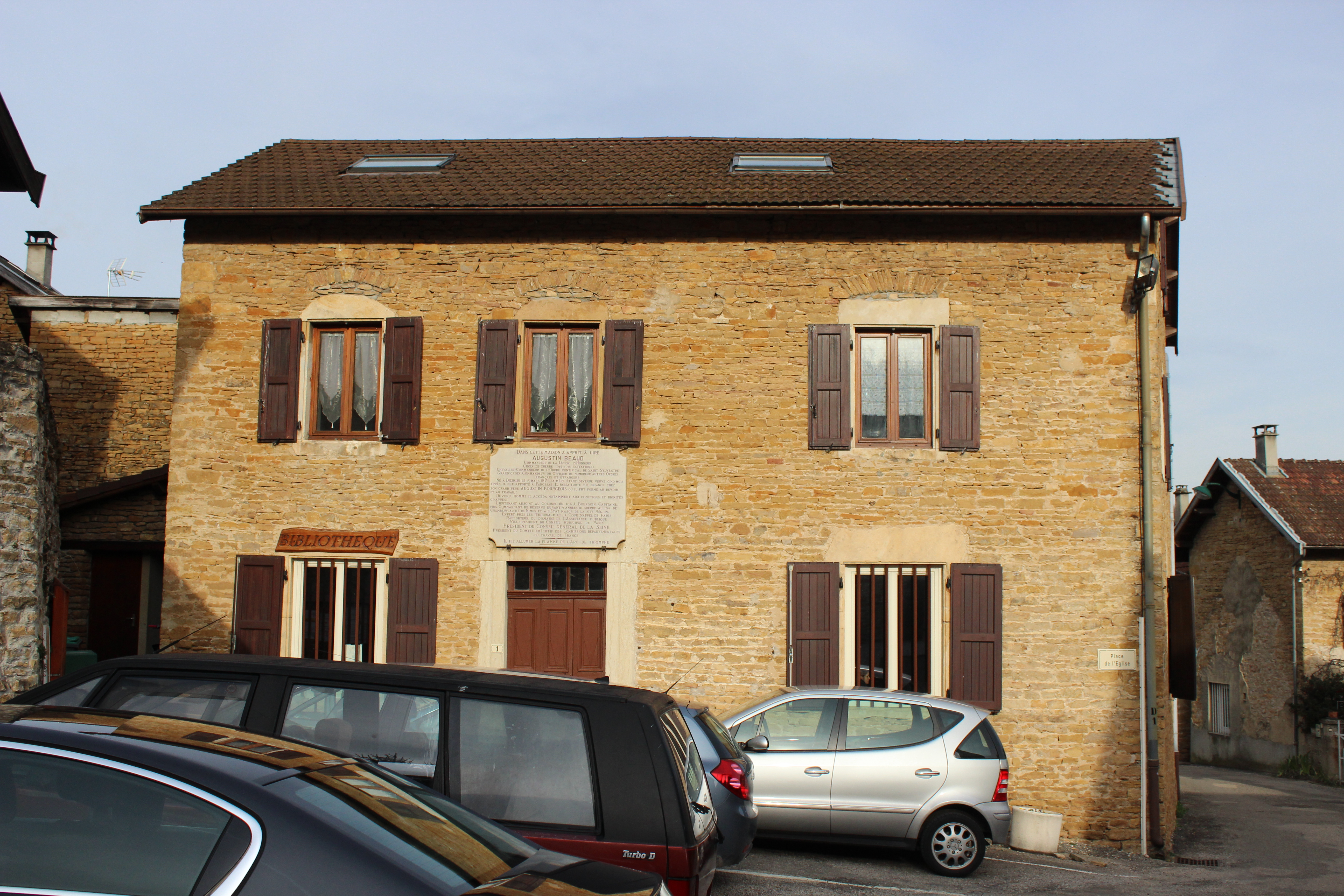
La bibliothèque.
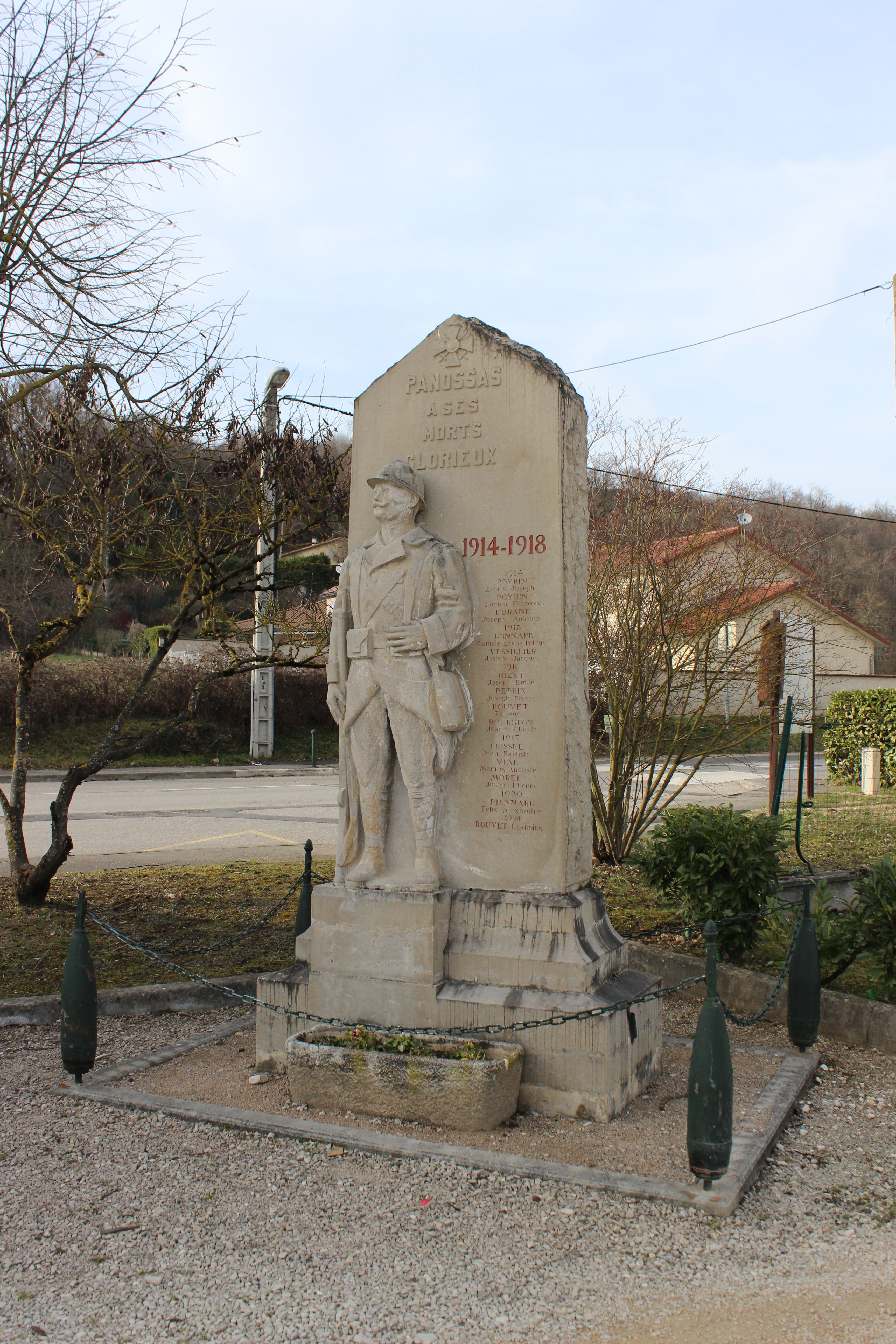
Monument aux morts

### Personnalités liées à la commune
- Augustin Beaud, élevé à Panossas, président du conseil général de la Seine, fit allumer la flamme de l'arc de triomphe. Une plaque lui est dédiée sur la façade de la bibliothèque.

### Héraldique
|  | Panossas possède des armoiries dont l'origine et le blasonnement exact ne sont pas disponibles. |